# Michel Brière
Michel Édouard Brière, född 21 oktober 1949, död 13 april 1971, var en kanadensisk professionell ishockeyforward som tillbringade en säsong i den nordamerikanska ishockeyligan National Hockey League (NHL), där han spelade för Pittsburgh Penguins. Han producerade 44 poäng (12 mål och 32 assists) samt drog på sig 20 utvisningsminuter på 76 grundspelsmatcher. Han spelade också för Bruins de Shawinigan i Ligue de hockey junior majeur du Québec (LHJMQ).
Brière blev draftad i tredje rundan i 1969 års draft av Penguins som 26:e spelare totalt.
Den 15 maj 1970 färdades Brière och två vänner i en Mercury Cougar på landsvägen Route 117 utanför Val-d'Or i Québec, när föraren tappade kontrollen i en kurva och åkte av vägen. Brière flög genom främre fönsterrutan och ådrog sig allvarliga huvudskador, som resulterade att han hamnade i koma. Ambulansen, som var på väg tillbaka till sjukhuset med Brière, körde ihjäl en cyklist som visade sig vara en vän till honom. Brière skulle ha gift sig med sin flickvän Michele bara tre veckor senare. Han genomgick fyra hjärnoperationer men lyckades bara temporärt återfå medvetandet i omgångar och avled av sina huvudskador den 13 april 1971 vid 21 års ålder på ett sjukhus i Montréal. Både Penguins och Bruins (idag Cataractes de Shawinigan) pensionerade hans tröjnummer som han använde när han spelade för dem, #21 respektive #7. 1972 bytte LHJMQ namn på sin trofé som ges ut till ligans mest värdefullaste spelare för aktuell säsong till Trophée Michel Brière.

## Statistik
| 1967–1968    | Bruins de Shawinigan | LHJMQ        | 50  | 54  | 105 | 159 | —  | 12 | 11 | 16 | 27 | 8  |
| 1968–1969    | Bruins de Shawinigan | LHJMQ        | 50  | 75  | 86  | 161 | 31 | —  | —  | —  | —  | —  |
| 1969–1970    | Pittsburgh Penguins  | NHL          | 76  | 12  | 32  | 44  | 20 | 10 | 5  | 3  | 8  | 17 |
| NHL totalt   | NHL totalt           | NHL totalt   | 76  | 12  | 32  | 44  | 20 | 10 | 5  | 3  | 8  | 17 |
| LHJMQ totalt | LHJMQ totalt         | LHJMQ totalt | 100 | 129 | 191 | 320 | 31 | 12 | 11 | 16 | 27 | 8  |